# Wessel Freytag von Loringhoven

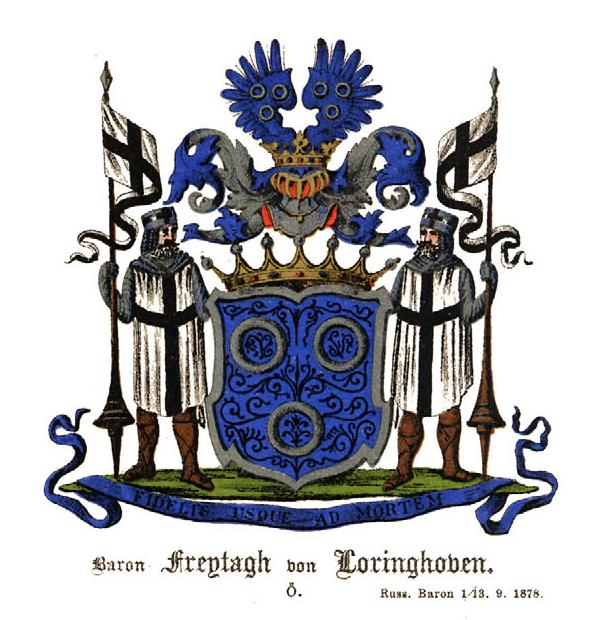
Wappen der Freytag von Loringhoven

Wessel Freiherr Freytag von Loringhoven (* 10. Novemberjul. / 22. November 1899greg. in Groß Born, Gouvernement Kurland, Russisches Kaiserreich, heute Bezirk Augšdaugava, Lettland; † 26. Juli 1944 im OKH Mauerwald, Ostpreußen, Deutsches Reich) war Oberst im Generalstab der deutschen Wehrmacht. Er war Mitglied des militärischen Widerstandes gegen Adolf Hitler und seit 1937 befreundet mit Claus Graf Schenk von Stauffenberg, für dessen Attentat vom 20. Juli 1944 er den Sprengstoff organisierte.

## Leben
Wessel Freytag von Loringhoven entstammte dem baltischen Zweig einer alten westfälischen Adelsfamilie und wuchs in Adiamünde in Livland (heute Skulte, Lettland) auf. Nach dem Abitur trat er 1918 in die Baltische Landeswehr ein, mit deren Umwandlung in das 13. Infanterieregiment der Lettischen Armee er lettischer Soldat wurde. 1922 verließ er als Deutsch-Balte die neu gegründete Republik Lettland, um in die deutsche Reichswehr einzutreten.
Seine militärische Laufbahn führte ihn 1943 als Oberst i. G. in das Oberkommando der Wehrmacht (OKW). Anfangs ein Sympathisant des Nationalsozialismus, schloss er sich aufgrund seiner Erlebnisse während des Ostfeldzuges und der damit verbundenen deutschen Verbrechen dem Widerstand an. Durch seine Arbeit als Ic der Heeresgruppe Süd gegen die Sicherheitspolizei kollidierte er schon im Frühjahr 1942 mit den Spitzen der SS in der Ukraine (siehe hierfür „Geheimes FS SS-Brigadeführer Dr. Max Thomas (BdS, Befehlshaber der Sicherheitspolizei und des Sicherheitsdienst) an SS-Obergruppenführer Hans-Adolf Prützmann (HSSPF)“). Er konnte sich jedoch den im Fernschreiben angekündigten weiteren Ermittlungen der SS entziehen. 1943 wurde er auf Betreiben von Admiral Wilhelm Canaris als Oberst i. G. zum OKW nach Berlin abgeordnet und dort unter Canaris im Amt Ausland/Abwehr Chef der Abteilung II. Sabotage eingesetzt. Sein Vorgänger in diesem Amt war Generalmajor Erwin Lahousen, mit dem er und Admiral Canaris am 29. Juli 1943 nach Venedig flogen, um den italienischen Geheimdienstchef Cesare Amè über die SS-Pläne zur Beseitigung von Papst und König zu informieren. Canaris war es gelungen, den Venedig-Flug bei Keitel unter „Überprüfung der Bündnistreue Italiens“ genehmigt zu bekommen. Den Erfolg dieser Reise bestätigen die „Erinnerungen“ des damaligen deutschen Botschafters beim Vatikan, Ernst von Weizsäcker (Seite 362 ff).
Wessel Freytag von Loringhoven besorgte den Sprengstoff, mit dem Claus Graf Schenk von Stauffenberg das Attentat vom 20. Juli 1944 unternahm. Nach dem Ausscheiden von Wilhelm Canaris aus dem Amt Amt Ausland/Abwehr hatte Freytag-Loringhoven die Abwehr verlassen müssen. Er fand seine nächste Aufgabe als Leiter der Heerwesenabteilung im Generalstab des Heeres. Dort konnte er dank seiner Position englischen Sprengstoff mit Zündern beschaffen, den er nun vorgab, Ende Juni 1944 im Mauersee versenkt zu haben. Die Gestapo konnte jedoch nach dem Scheitern des Attentats vom 20. Juli 1944 nachweisen, dass die Zünder und Sprengmaterial aus ebendieser Quelle stammten und Freytag-Loringhoven das Material an Stauffenberg übergeben hatte. Dies stimmt überein mit der Darstellung von Rudolf-Christoph Freiherr von Gersdorff, der die Sprengstoffe bei der Heeresgruppe Mitte gehandhabt und wie Henning von Tresckow und Fabian von Schlabrendorff getestet hatte (S. 121 u. 144 in Soldat im Untergang, Foto des zweiten, von Stauffenberg und Werner von Haeften bei ihrer Fahrt zum Flugplatz weggeworfenen Sprengstoff-Pakets.) Ernst Kaltenbrunner vom Reichssicherheitshauptamt gelang es, Freytags Täterschaft im Detail aufzuklären. Am 26. Juli 1944, unmittelbar vor seiner Verhaftung durch die Gestapo, setzte Freytag-Loringhoven seinem Leben selbst ein Ende, da ihm als Offizier der militärischen Abwehr die zu erwartenden Verhörmethoden zum Aufspüren von Mitverschwörern bekannt waren.

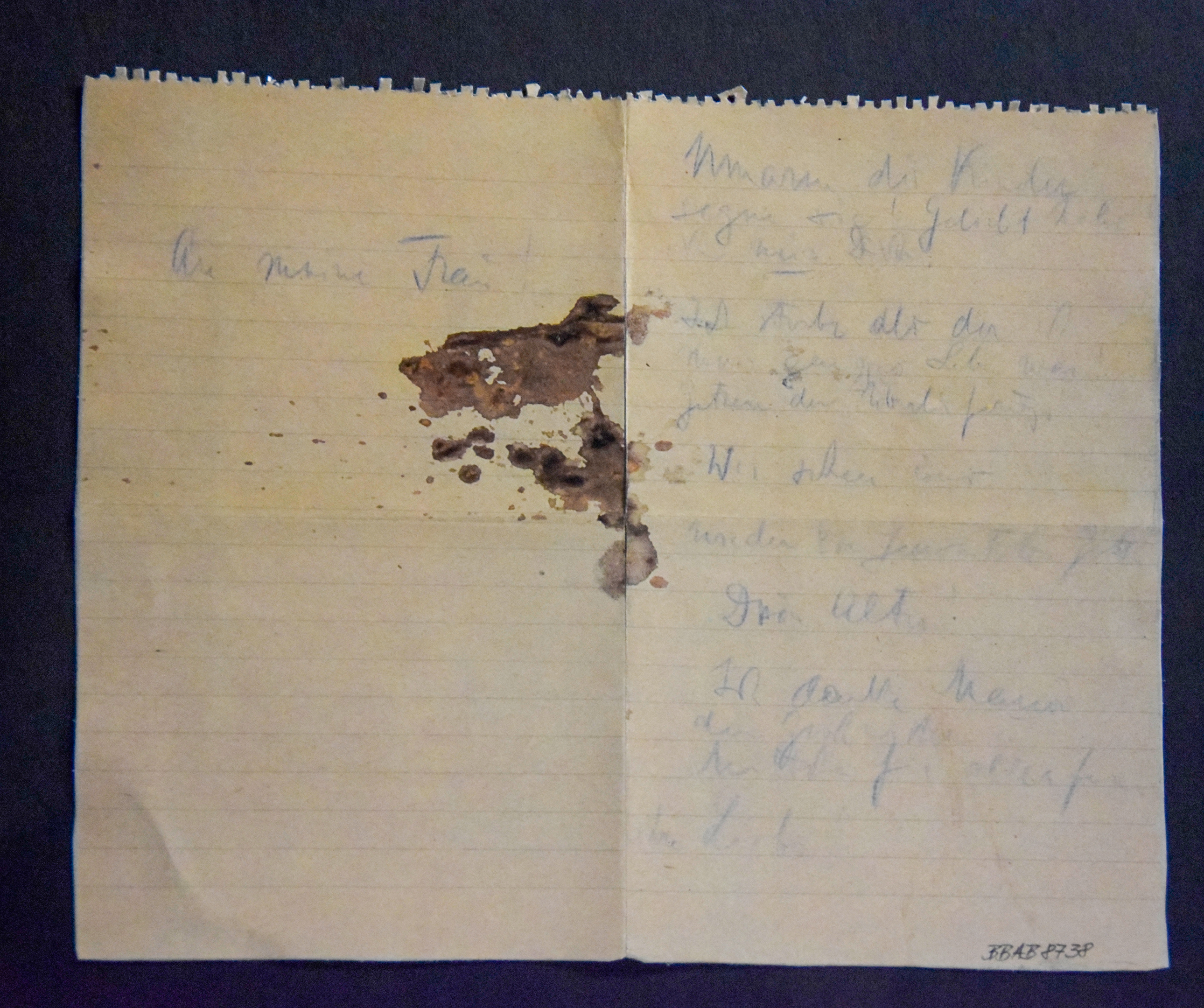
Freytag-Loringhovens Abschiedsbrief an seine Frau

Die Erfolgsaussichten eines Attentats hatte er überaus skeptisch gesehen, so auch bei einem Treffen von Widerstands-Offizieren in Schloss Tolksdorf (Nähe „Wolfsschanze“) im Frühsommer 1944. Er sagte damals: „Aber, auch wenn es nicht gelingt, wird wenigstens in der deutschen Geschichte stehen, dass Menschen ihr Leben eingesetzt haben, um diesen Verbrecher zu beseitigen.“ Freytag-Loringhovens Abschiedsbrief an seine Frau befindet sich im Militärhistorischen Museum der Bundeswehr in Dresden. Nach seinem Tod wurde seine Ehefrau Elisabeth geb. von Rauch zusammen mit den Frauen der anderen Beteiligten des 20. Juli in Moabit gefangengesetzt. Seine vier Söhne wurden von ihrer Mutter getrennt und im Kinderheim im Borntal in Bad Sachsa in Sippenhaft genommen, aus der sie im Oktober 1944 freikamen.

## Werke
Als Dritter Generalstabsoffizier (Ic) der Heeresgruppe B legte er vor der Schlacht um Stalingrad Anfang Oktober 1942 eine Denkschrift vor, die den russischen Großangriff am Don erwartete, wo er am 19. November auch tatsächlich losbrach. Die kommende Kesselschlacht sah er darin klar voraus, doch die Denkschrift zeigte im Führerhauptquartier und bei Hitler keinerlei Wirkung.